# ETTH
ETTH (англ. Ethernet To The Home — Ethernet до дома) — один из способов постоянного подключения к Интернету по протоколам семейства Ethernet, в частности Fast Ethernet. Разработан компаниями «Teleste Corporation» и «Tratec Telecom B.V.» в начале 1990-х годов.
Скорость подключения — 100 Мбит/с или 1 Гбит/c. До каждого подключаемого дома производится прокладка оптического кабеля. В качестве абонентских линий, в зависимости от выбора провайдера, от активного оборудования прокладывается витая пара пятой категории, либо используются оптические соединительные кабели.

## Временная шкала ETTH
- 1991 — первое представление ETTH инвесторам.
- 2000 — первая версия стандарта IEEE 802.3.
- 2001 — ETTH показан IEEE.
- 2004 — Публикация стандарта EFM как IEEE 802.3ah-2004.